# Статуя богини Каннон (Сендай)
Статуя богини Каннон (яп. 仙台 大観音) — большая каменная статуя богини милосердия Каннон, расположенная в районе Идзуми города Сэндай, внутри которой расположен буддийский храм. Сэндайская статуя — самая высокая статуя богини Каннон в мире (100 метров), самая высокая статуя богини в Японии и одна из пяти самых высоких статуй в мире по состоянию на 2018 год.

## Описание
Статуя Сэндай Дайканнон в городе Сэндай высотой 100 метров была построена в 1991 году. Статуя изображает буддийскую богиню Каннон, несущую жемчужину желаний Нёиходзю в правой руке и небольшой сосуд с водой мудрости в левой руке, что классифицирует её как «Каннон, исполняющую желания».
Внутри статуи действует лифт для посетителей, на котором они могут подняться на вершину статуи (12-й этаж), где расположен храм, посвящённый богине и откуда открывается панорамный вид на Сэндай. Спуск производится по лестнице, расположенной также внутри статуи. На каждом из уровней имеются по восемь статуэток будд, размещённых в деревянных шкафах, всего 108, символизирующих человеческие страдания и заблуждения.
Вход в сооружение оформлен в виде пасти дракона. В зале первого этажа расположены 33 статуи богини, олицетворяющие человеческие желания и 12 статуй, соответствующих китайским знакам китайского календаря.
По легенде одним из воплощений богини Каннон является «зовущая кошка» Манэки-нэко, также в её честь названа японская компания Canon.